# Șieu
Șieu – rzeka w północnej Rumunii, lewy dopływ Wielkiego Samoszu w zlewisku Morza Czarnego. Jej długość wynosi 71 km, powierzchnia zlewni – 1818 km².
Źródła Șieu znajdują się na zachodnim skraju Gór Kelimeńskich. Rzeka płynie na północny zachód przez północną część Równiny Transylwańskiej i uchodzi do Wielkiego Samoszu koło wsi Beclean. Șieu przyjmuje kilka dłuższych od siebie dopływów – Budac, Bystrzyca (prawe) i Dipșa (lewy).